# Raquel Vizcaíno
Raquel Vizcaíno Torre (Madrid, 22 de junio de 1967) es una exjugadora de balonmano española que participó con la selección en los Juegos Olímpicos de Barcelona'92

## Trayectoria

### Clubes
Madrileña de nacimiento, compartió partidos en División de Honor con aquel Club Balonmano Leganés con Maru Sánchez, Lydia Montes, Dolores Ruiz, Esperanza Tercero y Begoña Sánchez. Durante sus temporadas como jugadora del equipo madrileño fue becada por la empresa española Camping Gas, patrocinadora de la División de Honor, para la promoción del balonmano femenino en España. 
Posteriormente formaría parte del histórico A.D. Vifirehati de Lanzarote, y el Iber de Valencia, con el que jugó por primera vez la Copa de Europa en 1993. En aquel partido, el primer partido de la historia de la competición, Raquel Vizcaíno anotó 9 goles.
En el Iber Valencia, al que llegó en la temporada 1993/94, también coincidió con aquellas míticas Susana Pareja, María Espí, Izaskun Múgica, Natalia Morskova, Sagrario Santana o Cristina Gómez.

### Selección
Es una de las máximas goleadoras de la selección española y permanece en el top 20 de anotadores desde 1993 con sus 320 dianas en 117 partidos.
Debutó con la selección absoluta, tras un gran paso por el combinado nacional junior, en un amistoso contra Canadá celebrado en Alcalá de Henares, el 11 de junio de 1987. Su último partido fue en el campeonato del Mundo  de Noruega de 1993, contra Lituania, el 3 de diciembre de 1993.
Participó en dos Juegos Mediterráneos (Atenas 1991 y Languedoc-Rousillon en 1993), con los ganó dos medallas de bronce.

## Palmarés

### Selección
- 2 x Medallas de Bronce en los Juegos del Mediterráneo (1991, 1993)